# Wikipedia in cantonese
La Wikipedia in cantonese (cantonese: 粵文維基百科), spesso abbreviata in zh-yue.wiki, è l'edizione in lingua cantonese dell'enciclopedia online Wikipedia.

## Storia
È stata aperta il 25 marzo 2006.

## Statistiche
La Wikipedia in cantonese ha 143 967 voci, 324 745 pagine, 290 175 utenti registrati di cui 895 attivi, 12 amministratori e una "profondità" (depth) di 11 (al 21 marzo 2025).
È la 65ª Wikipedia per numero di voci ma, come "profondità", è la 61ª fra quelle con più di 100.000 voci (al 14 ottobre 2024).

## Cronologia
- 8 settembre 2006 — supera le 1000 voci
- 26 gennaio 2009 — supera le 10.000 voci
- 30 dicembre 2016 — supera le 50.000 voci ed è la 77ª Wikipedia per numero di voci
- 12 agosto 2020 — supera le 100.000 voci ed è la 68ª Wikipedia per numero di voci